# Jacques Guillaume Lucien Amans
Jacques Guillaume Lucien Amans, né le 29 mai 1801 à Maastricht (Meuse-Inférieure) et mort le 10 janvier 1888 à Paris (7e arrondissement), en son domicile de l'avenue Duquesne,, est un peintre français néoclassique.
Il fut actif comme portraitiste à La Nouvelle-Orléans dans les années 1840 et 1850.

## Biographie
Fils de Paul Serge Amans, officier né à Narbonne en 1765, capitaine-adjudant de la Grande Armée napoléonienne en poste à Maastricht (alors en Meuse-Inférieure), Jacques Guillaume Lucien Amans reçoit une formation artistique néoclassique aux Beaux-Arts de Paris et expose au Salon de 1831 à 1837. Il rencontre le peintre Jean Joseph Vaudechamp avec lequel il se lie d'amitié. Ce dernier l'emmène en Amérique où ils débarquent à La Nouvelle-Orléans. Ils visitent et découvrent la Louisiane.
En 1839, lorsque Vaudechamp retourne en France, Jacques Guillaume Lucien Amans reste en Louisiane. En 1840, il épouse Azoline Landreaux, fille d'un planteur de canne à sucre de la paroisse de Saint Charles, Pierre Honoré Landreaux. Une fois marié, le couple achète une plantation dans la paroisse de La Fourche. Il s'adonne à sa passion, la peinture et notamment la représentation de portraits de personnalités de la bonne société louisianaise.
En 1856, il revient en France avec son épouse et ils s'installent au château de Lacours Levy à  Lévis-Saint-Nom, dans lequel elle mourra en 1878, et où il la suivra dix ans plus tard, en 1888, sans être retourné en Louisiane.

## Modèles célèbres
De l’œuvre d’Amans, considéré comme le portraitiste le plus important de la ville de La Nouvelle-Orléans dans les années 1840 et au début des années 1850, ne sont connus que ses portraits. Au total, plus de 75 œuvres lui sont attribuées, dont environ un tiers sont signées. Il a surtout représenté des célébrités locales de La Nouvelle-Orléans, des propriétaires de plantations et leurs familles. Il préférait les portraits de trois-quarts des modèles sédentaires. Son style de peinture montre l’influence de Jean-Auguste-Dominique Ingres. Il était un représentant du classicisme, enseigné par l’École des beaux-arts, mais dans un style plus chaleureux et moins direct. Fidèle au goût de ses riches clients, ses portraits, notamment féminins, étaient élégants et très flatteurs. Parmi les modèles les plus célèbres d’Amans figuraient Zachary Taylor (1848) et Andrew Jackson, qui a posé à l’occasion du 25e anniversaire de la bataille de La Nouvelle-Orléans, en 1840, pour son portrait riche en détails physionomiques et environnementaux, montrant un ancien président vieilli, mais pas frêle. Ses œuvres ont été exposées, entre autres, de 1831 à 1837 aux Salons de Paris et de 1885 à 1886, et à l’Exposition américaine de La Nouvelle-Orléans.
Le tableau de Bélizaire et les enfants Frey (1837) qui lui est attribué est un rare portrait de groupe d'une riche famille de La Nouvelle-Orléans sur lequel apparaît un esclave noir de la maison. Il est conservé à New York au Metropolitan Museum of Art,.

Œuvres de ou attribuées à Jacques Guillaume Lucien Amans
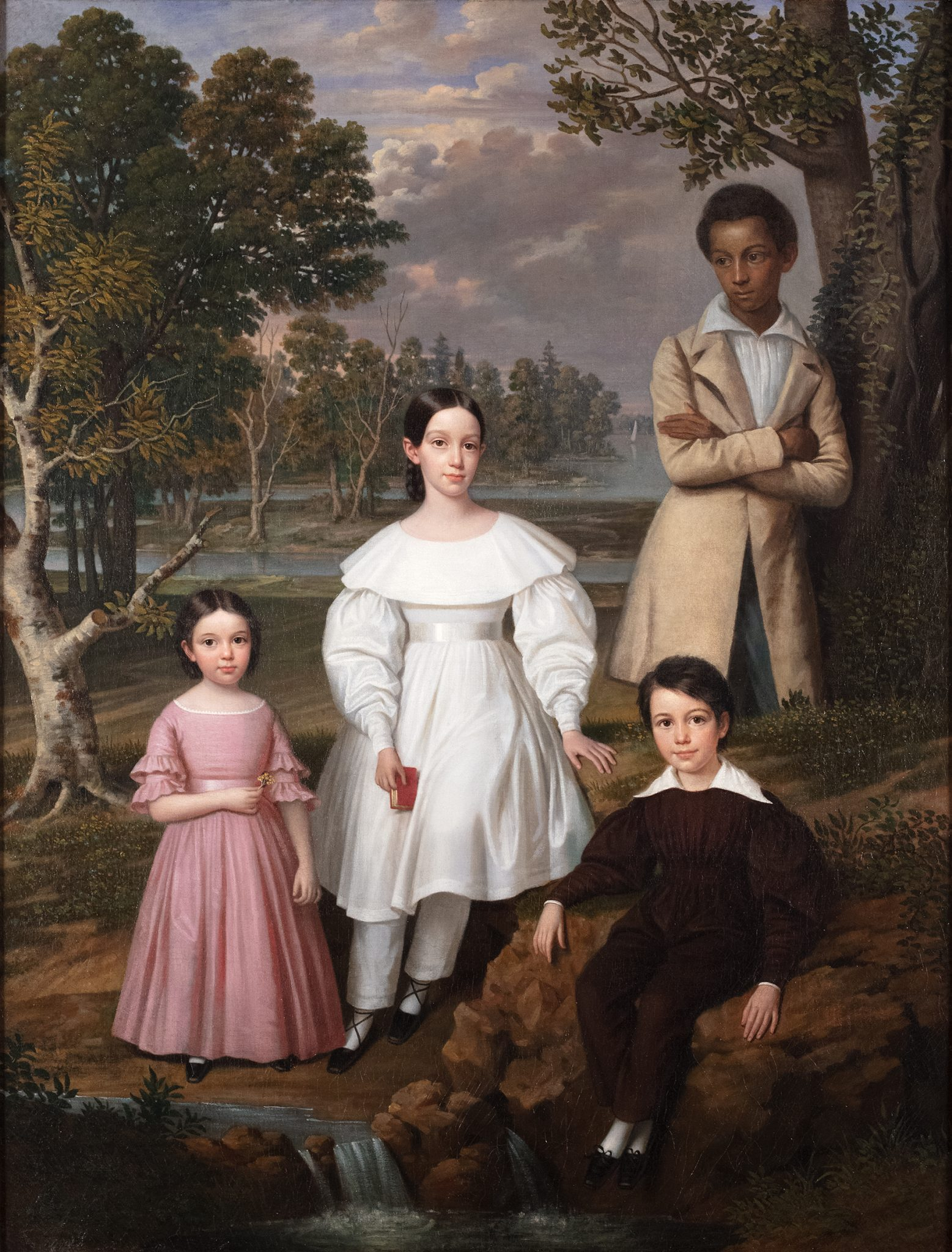
Bélizaire et les enfants Frey, 1837, attribution, New York au Metropolitan Museum of Art.
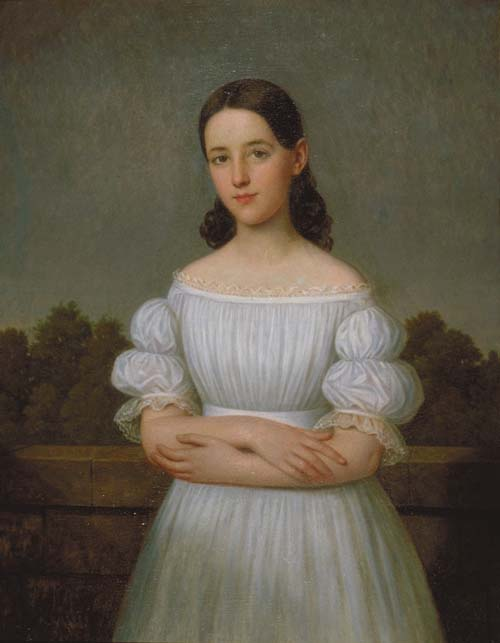
Portrait de Clara Mazureau, 1838, localisation inconnue.
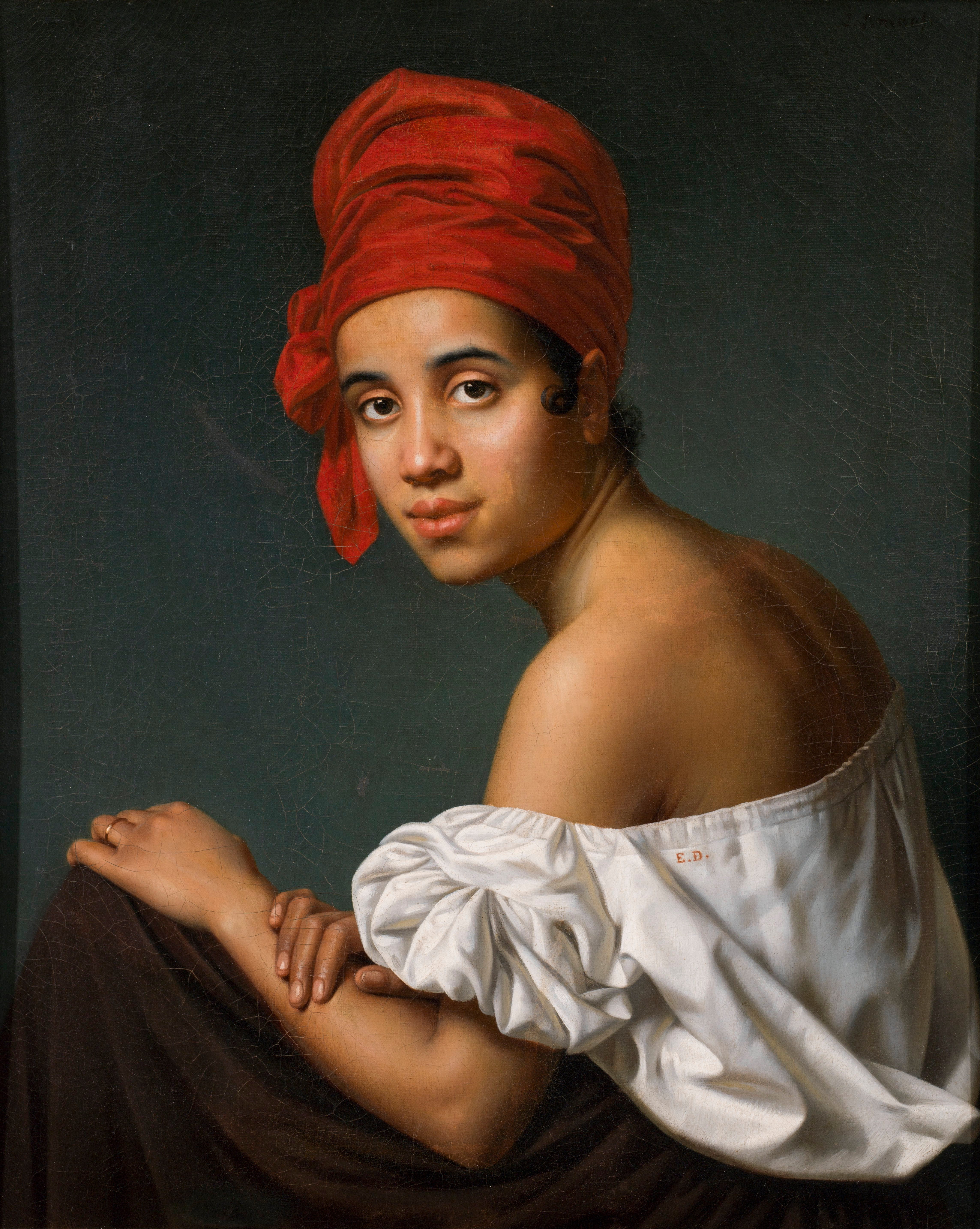
Créole en turban rouge, vers 1840, La Nouvelle-Orléans, The Historic New Orleans Collection (en).
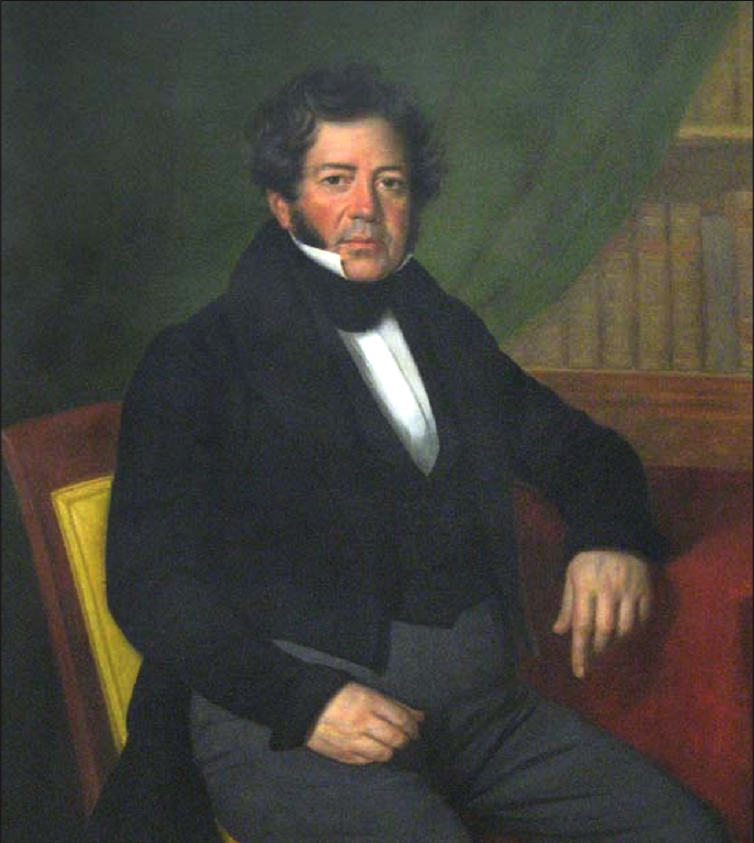
Étienne Mazureau, 1840, La Nouvelle-Orléans, Newcomb Art Museum (en).
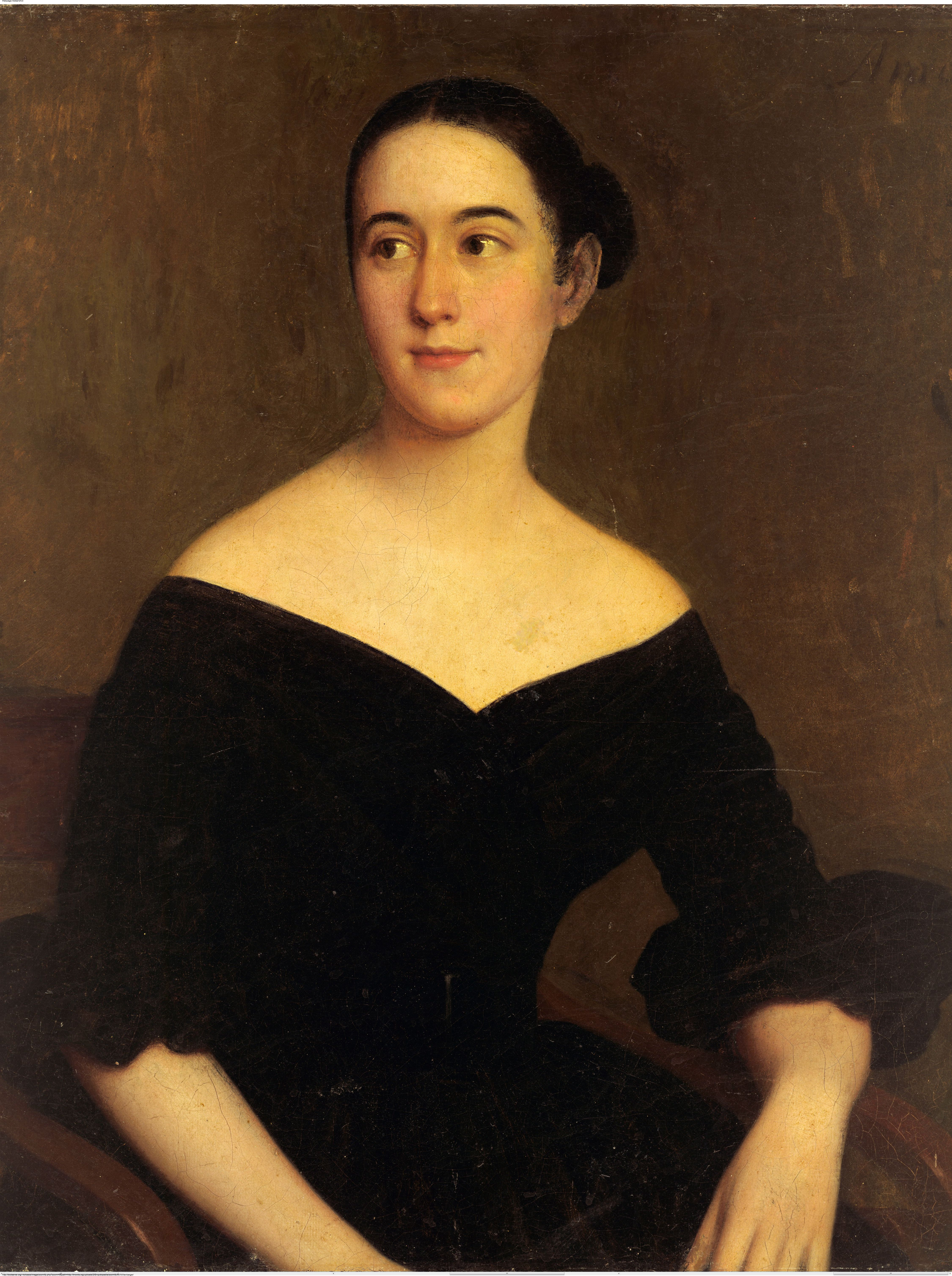
Portrait de Madame Gustave Miltenberger (née Corinne Knott), 1840, La Nouvelle-Orléans, The Historic New Orleans Collection (en).
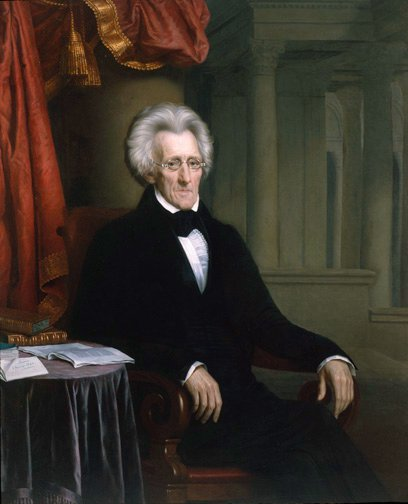
Portrait d'Andrew Jackson, 1840, La Nouvelle-Orléans, The Historic New Orleans Collection (en).